# ボクラノSF
ボクラノSF（ぼくらのエスエフ）は、福音館書店から刊行されているSF児童書レーベル。

## 概要
主に児童向けだが、海外作家から日本人作家まで幅広い内容・年代のSF作品を刊行している。イラストは漫画家・イラストレーターによるもの。
装丁は祖父江慎、監修は大森望が手がけている。

## 刊行リスト
| 著者                   | タイトル                                        | イラストレーター | 刊行年月   | 備考       |
| か行                   |                                                 |                  |            |            |
| ---------------------- | ----------------------------------------------- | ---------------- | ---------- | ---------- |
| 北野勇作               | どろんころんど                                  | 鈴木志保         | 2010年8月  |            |
| 小松左京               | すぺるむ・さぴえんすの冒険 小松左京コレクション | 杉山実           | 2009年11月 |            |
| さ行                   |                                                 |                  |            |            |
| ジョン・ウィンダム     | 海竜めざめる ジョン・ウィンダムコレクション     | 長新太           | 2009年2月  | 訳：星新一 |
| た行                   |                                                 |                  |            |            |
| 筒井康隆               | 秒読み 筒井康隆コレクション                     | 加藤伸吉         | 2009年2月  |            |
| は行                   |                                                 |                  |            |            |
| フレドリック・ブラウン | 闘技場 フレドリック・ブラウンコレクション       | 島田虎之介       | 2009年2月  | 訳：星新一 |